# David Yelland
David William Yelland, né en 1947, est un acteur britannique.

## Biographie
David Yelland est le père de l'actrice Hannah Yelland.
À partir de 2006, il joue dans la série Hercule Poirot le rôle de George, le valet du détective. Il avait déjà joué dans la première saison de la série en 1989 mais dans le rôle d'un député.

## Filmographie

### Cinéma
- 1981 : Les Chariots de feu de Hugh Hudson : Prince de Galles Édouard VIII du Royaume-Uni
- 2012 : Ennemis jurés de Ralph Fiennes : Chroniqueur TV
- 2012 : Private Peaceful (en) de Pat O'Connor : Général Haig
- 2012 : Hemingways, court-métrage d'Andrew Coats : Premier Hemingway

### Télévision

#### Téléfilms
- 1981 : Othello de Jonathan Miller : Cassio
- 1982 : Spider's Web de Basil Coleman : Jeremy Warrender
- 1985 : Star Quality d'Alan Dossor : Tony Orford
- 1986 : May We Borrow Your Husband? de Bob Mahoney : Tony
- 2002 : Seuls au bout du monde de Charles Beeson : Capitaine Montrose
- 2005 : Julian Fellowes Investigates: A Most Mysterious Murder (en) de Delyth Thomas : Dr Elwell

#### Séries télévisées
- 1974 : Affairs of the Heart (en) : Hugh Gosselin (1 épisode)
- 1974-1975 : David Copperfield (mini-série) : David Copperfield
- 1975 : Play for Today : Nick Rumpole (1 épisode)
- 1978 : BBC2 Play of the Week : Stefan Heilbrun (1 épisode)
- 1978-1979 : Rumpole of the Bailey (en) : Nick Rumpole (3 épisodes)
- 1979 : Kids : Tim Cooper (1 épisode)
- 1979 : Secret Army (en) : Lieutenant Alan Cox de la Royal Air Force (1 épisode)
- 1980 : ITV Playhouse (en) : Peter (1 épisode)
- 1982 : Nancy Astor (mini-série) : David Astor (2 épisodes)
- 1987 : A Little Princess (en) (mini-série) : Capitaine Crewe (2 épisodes)
- 1987-1989 : The Bretts : Edwin (18 épisodes)
- 1989 : A Bit of a Do (en) : Gerry Lansdown (2 épisodes)
- 1989 : Hercule Poirot : Charles Laverton-West (1 épisode)
- 1990 : Stay Lucky (en) : Jack Jesop (1 épisode)
- 1991 : Strauss Dynasty (mini-série) : Lanner (1 épisode)
- 1993 : The Good Guys (en) : Michael Erskine (1 épisode)
- 1997 : Inspecteurs associés : Major Kassell (1 épisode)
- 1997 : A Dance to the Music of Time (mini-série) : Mr Jenkins
- 2000 : Wilderness Men (mini-série) : Ernest Shackleton
- 2004 : Les Condamnées : Gregory Hedley (1 épisode)
- 2005 : Love Soup : Chas (1 épisode)
- 2005 : Rocket Man (en) : Eric (4 épisodes)
- 2006 : The Line of Beauty (mini-série) : John Timms (2 épisodes)
- 2006 : Meurtres à l'anglaise : Guy Proctor (1 épisode)
- 2006-2013 : Hercule Poirot : George, le valet (7 épisodes)
- 2007 : Meurtres en sommeil : Declan Keane / Iain Taggart (2 épisodes)
- 2007 : Inspecteur Barnaby : James Kirkwood (1 épisode)
- 2007 : MI-5 : Stephen Castledine (1 épisode)
- 2008 : Bones : Duc Gerard Bonham (1 épisode)
- 2009 : EastEnders : Un juge (4 épisodes)
- 2009-2010 : Doctors : William McKellar / Harvey Watts  (3 épisodes)
- 2010 : Foyle's War : Sir Charles Devereaux (1 épisode)
- 2010 : Londres, police judiciaire : Christian Thompson (1 épisode)

## Théâtre
- A Marvellous Year for Plums : Selwyn Loyd (Chichester Festival Theatre (en))
- The Circle : Clive Champion-Cheney (Chichester Festival Theatre)
- The Life and Adventures of Nicholas Nickleby d'après le roman de Charles Dickens : Ralph Nickleby (Chichester Festival Theatre ; West End ; Canada)
- Rumours : Ben Cooper (Chichester Festival Theatre)
- The Merchant of Venice : Bassanio (Chichester Festival Theatre)
- Time and the Conways (en) de John Boynton Priestley : Gerald Thornton (Chichester Festival Theatre)
- A Patriot for Me (en) de John Osborne : August Siczynski (Chichester Festival Theatre ; Haymarket ; Los Angeles)
- Un mari idéal d'Oscar Wilde : Comte de Caversham (Gate Theatre)
- Mrs. Warren's Profession de George Bernard Shaw : Sir George Crofts (Gate Theatre ; Theatre Royal, Bath (en) ; West End puis tournée)
- Oncle Vania d'Anton Tchekhov : Serebryakov (The Print Room)
- Henri IV de William Shakespeare : Roi Henry (Theatre Royal, Bath (en) puis tournée)
- Single Spies (en) d'Alan Bennett : Anthony Blunt (Watermill Theatre (en))
- For Services Rendered (en) de William Somerset Maugham : Wilfred Cedar (Watermill Theatre)
- For King and Country : Président de la cour (Everyman Theatre, Cheltenham (en))
- Troïlus et Cressida de William Shakespeare : Ulysse (Festival d'Édimbourg ; Royal Shakespeare Theatre)
- Tosca’s Kiss de Kenneth Jupp : Francis Biddle (Orange Tree Theatre (en))
- La Mouette d'Anton Tchekhov : Trigorin (Orange Tree Theatre)
- Man and Boy de Terence Rattigan : Herris (Duchess Theatre (en))
- Henri IV de William Shakespeare : Belcredi (Donmar Warehouse)
- Comme il vous plaira de William Shakespeare : Duc Frederick (Peter Hall Company)
- Cuckoos de Giuseppe Manfridi (The Pit ; Theatre Royal, Bath (en) ; Gate Theatre)
- Trois versions de la vie de Yasmina Reza : Hubert (Savoy)
- The Prime of Miss Jean Brodie d'après le roman de Muriel Spark : Terry Lloyd (Strand)
- L'Éventail de Lady Windermere d'Oscar Wilde : Lord Windermere (Haymarket)
- Le Juif de Malte de Christopher Marlowe : Ferenze (Almeida Theatre)
- The Rules of the Game (en) de Luigi Pirandello : Guido (Almeida Theatre)
- Richard III de William Shakespeare : Le Duc de Buckingham (Royal Shakespeare Company ; Savoy)
- Major Barbara de George Bernard Shaw : Cusins (Piccadilly Theatre)
- Le Misanthrope de Molière : Philinte (Piccadilly Theatre)
- Waste (en) de Harley Granville Barker : Wedgcroft (Théâtre Old Vic)
- La Mouette d'Anton Tchekhov : Dorn (Théâtre Old Vic)
- Le Roi Lear de William Shakespeare : Kent (Théâtre Old Vic)
- L'Importance d'être Constant d'Oscar Wilde : Jack Worthing (Théâtre Old Vic)
- Un mari idéal d'Oscar Wilde : Sir Robert Chiltern (Broadway ; Haymarket Theatre)
- L'esprit s'amuse de Noël Coward : Charles Condomine (Tournée)
- Her Royal Highness..? (en) : Prince Édouard (Clwyd Theatr Cymru (en))
- L'Importance d'être Constant d'Oscar Wilde : Algernon Moncrieff (Theatre Royal, Windsor (en))
- Bonne Fête, Esther (en) (The Deep Blue Sea) de Terence Rattigan : Freddie Page (Haymarket Theatre)
- L'École de la médisance de Richard Brinsley Sheridan : Joseph Surface (Duke of York's Theatre (en) ; Tournée européenne)
- Major Barbara de George Bernard Shaw (Royal National Theatre)
- The Shoemaker's Holiday (en) de Thomas Dekker (Royal National Theatre)
- John Gabriel Borkman de Henrik Ibsen (Royal National Theatre)
- Hamlet de William Shakespeare (Royal National Theatre)
- Phaedra Britannica de Tony Harrison (Royal National Theatre)
- Deathtrap (en) de Ira Levin (Garrick Theatre)
- Smell of Fantasy (Royal Court Theatre)
- The Circle (Triumph Productions)
- Avec vue sur l'Arno d'après le roman d'E. M. Forster (Bristol Old Vic)
- Sleuth and Travesties (Bristol Old Vic)